# François Eberl
Pour les articles homonymes, voir Eberl.
François Zdenek Eberl, né à Prague (Autriche-Hongrie) le 25 juin 1888 et mort à Paris le 8 octobre 1962, est un peintre figuratif de l'École de Paris, naturalisé français.

## Biographie
François Zdenek Eberl entre aux Beaux-Arts de sa ville natale en 1905 et, après deux ans d'apprentissage, part visiter Stockholm, Munich et Amsterdam.
Il arrive à Paris en 1912, s'installe à Montparnasse et commence en 1913 à exposer dans les salons parisiens. Il devient ainsi sociétaire du Salon d'automne et présente ses œuvres au Salon des Tuileries et au Salon des indépendants. 
Lorsque la Première Guerre mondiale éclate, il s'engage dans l'armée française. De retour à Paris en 1919, il fait connaissance à Montmartre de Francis Carco, Roland Dorgelès et Pierre Mac Orlan qui soutiennent sa peinture et pour lesquels il réalise des illustrations. Il se lie d’amitié également avec Picasso, Modigliani et Maurice Vlaminck, et se distingue très vite comme peintre de femmes. Eberl puise son inspiration dans le folklore parisien.
Chevalier de la Légion d'honneur, il expose aussi ses toiles dans des Galeries parisiennes telles Barreiro ou Bernheim-Jeune dont dans cette dernière en 1929 une exposition très importante présentant cinquante tableaux, préfacée par Arsène Alexandre et en octobre de la même année chez Barreiro une exposition d'aquarelles et de dessins.

## Analyse de l’œuvre
Eberl reste essentiellement connu pour ses têtes expressives de femmes aux yeux cernés. René Édouard-Joseph écrit à ce sujet : « Ses filles sont tristes, pensives, résignées ; il sent la poésie du malheur et la rend, tâche difficile, sans rendre sa peinture ni ennuyeuse, ni monotone. Ses toiles sont toujours vivantes et plaisantes, malgré cette empreinte du malheur. C'est en ne cherchant pas à plaire qu'il y parvient, même lorsqu'il peint les pierreuses malades et leurs « poisses » inquiets. Ses portraits, d'une couleur riche, aux effets ménagés malgré la hardiesse des tons, gardent sur leur visage la profonde expression par laquelle la sincérité du peintre sait, d'un modèle, faire quelqu'un. Eberl doit être placé au premier rang des portraitistes contemporains, par sa vigoureuse compréhension d'un art moderne, émotif et bien vivant ».

## Expositions
- Ensemble : Georges Capon, François Eberl, Édouard Goerg, Pierre Hodé, Henry Ramey, Galerie Balzac, Paris, avril 1923.
- En 1926, exposition de l’art français à Stockholm
- Salon d'automne (1927)

## Œuvres[3]
- Passage de Clichy
- La Coco
- Portrait de S. E. Osusky
- Torse
- Deux amis
- Poisses
- Torse de jeune femme
- La Danseuse
- Nu au manteau noir
- Coin de mon atelier
- Maternité
- Une pauvre fille
- Le Cabinet particulier
- Nu sur un sofa
- Famille de chats siamois
- Fille galante
- Jeune fille au collier bleu
- L'absinthe
- Jeune fille à la chemise bleue
- Tulipe
- Maison provençale
- Tête de jeune fille
- Tête de femme